# أتمتة المستندات
أتمتة المستندات (تُعرف أيضًا باسم تجميع المستندات) هو تصميم الأنظمة وسير العمل التي تساعد في إنشاء مستندات إلكترونية. وتشمل هذه النظم القائمة على المنطق التي تستخدم شرائح من النص و / أو البيانات الموجودة مسبقا لتجميع وثيقة جديدة. ويتم استخدام هذه العملية بشكل متزايد في بعض الصناعات لتجميع الوثائق والعقود والرسائل القانونية. يمكن أيضًا استخدام أنظمة أتمتة المستندات لأتمتة جميع النصوص الشرطية والنص المتغير والبيانات الموجودة في مجموعة من المستندات.
تسمح أنظمة الأتمتة للشركات بتقليل إدخال البيانات إلى الحد الأدنى، وكذلك تقليل الوقت الذي تستغرقه في قراءة الدليل، وتقليل المخاطر المرتبطة بالخطأ البشري. وتشمل المزايا الإضافية ما يلي: توفير الوقت والمال بسبب انخفاض معالجة الورق وتحميل المستندات والتخزين والتوزيع والبريد / الشحن والفاكسات والهاتف والعمالة والنفايات.

## تجميع المستندات
تتمثل الوظائف الأساسية في الاستعاضة عن التعبئة اليدوية المرهقة للمستندات المتكررة بأنظمة تستند إلى القالب حيث يجيب المستخدم على أسئلة المقابلة التي تعتمد على البرامج أو شاشة إدخال البيانات. ثم تملأ المعلومات التي تم جمعها الوثيقة لتشكيل مسودة أولى جيدة. تسمح أنظمة أتمتة المستندات الأكثر تقدماً اليوم للمستخدمين بإنشاء بياناتهم وقواعدهم (المنطق) دون الحاجة إلى البرمجة.
بينما يتم استخدام برنامج أتمتة المستندات في المقام الأول في الصناعات القانونية والمالية وإدارة المخاطر، إلا أنه يمكن استخدامه في أي صناعة تقوم بإنشاء مستندات تستند إلى المعاملات. من الأمثلة الجيدة على كيفية استخدام برنامج أتمتة المستندات مع مستندات الرهن العقاري التجارية. يمكن أن تتضمن معاملة الرهن التجاري النموذجية عدة مستندات بما في ذلك:
- سند إذني
- التعويض البيئي
- صك الثقة
- الرهن العقاري
- ضمانة

بعض من هذه المستندات يمكن أن تحتوي على ما يصل إلى 80 إلى 100 صفحة، مع المئات من الفقرات الاختيارية وكذلك عناصر البيانات.
لذا ولأن برنامج أتمتة المستندات لديها القدرة على ملء متغيرات المستند الصحيحة تلقائيًا بناءً على بيانات المعاملة.
بالإضافة إلى ذلك، تتمتع بعض برامج أتمتة المستندات بالقدرة على إنشاء مجموعة مستندات حيث يتم تضمين جميع المستندات ذات الصلة في ملف واحد، مما تسهل وتسرع من التحديثات والتعاون بين المستخدمين.
انه من الممكن أيضًا استخدام تطبيقات البرامج الأكثر بساطة والتي يمكن تعلمها من أجل أتمتة إعداد المستندات، دون تعقيد لا مبرر له.
فعلى سبيل المثال، يعتبر برنامج Pathagoras نفسه كنظام لتجميع المستندات «نص عادي، ولا يسمح بوجود الحقول». وكذلك تسمح برامج إدارة الحافظة للمستخدم بحفظ أجزاء من النص المستخدمة بشكل متكرر، وتنظيمها في مجموعات منطقية، ثم الوصول إليها بسرعة للصقها في المستندات النهائية.

## في إدارة سلسلة التوريد
هناك العديد من الوثائق المستخدمة في الخدمات اللوجستية. يطلق عليها: الفواتير، قوائم التعبئة / القصاصات / الأوراق (قوائم)، قوائم المحتويات، تذاكر اختيار، نماذج / تقارير الإقرار بالوصول من أنواع كثيرة (مثل MSDS ، البضائع التالفة، البضائع المعادة، التفاصيل / الملخص، إلخ)، الاستيراد / تصدير، تسليم، بوليصة الشحن (BOL)، الخ. وهذه الوثائق هي عادة عقود بين المرسل اليه والمرسل، لذلك فهي مهمة جدا لكلا الطرفين وأي وسيط، مثل الخدمات اللوجستية طرف ثالث شركة (3PL) والحكومات. وثيقة التعامل في الخدمات اللوجستية، إدارة سلسلة التوريد ومراكز التوزيع عادة ما يتم إجراء العمل اليدوي أو شبه تلقائيا باستخدام الماسحات الرمز الشريطي، البرامج والطاولة طابعات الليزر. هناك بعض الشركات المصنعة لأنظمة أتمتة المستندات عالية السرعة التي ستقوم تلقائيًا بمقارنة المستند المطبوع بالليزر بالترتيب وإما إدراج محفظة / حافظة مغلقة أو تطبيقها تلقائيًا على حاوية الشحن (عادةً ما تكون اكياس نايلون مرنة أو حاوية من اللوح الليفي / جامدة). انظر أدناه للاطلاع على روابط الفيديو الخارجي للموقع التي تعرض أنظمة أتمتة المستندات هذه. حماية الخصوصية وسرقة الهوية هي الشواغل الرئيسية، وخاصة مع زيادة التجارة الإلكترونية، الإنترنت / التسوق على الانترنت وقناة التسوق (أخرى، ما يشير الماضية هي التسويقي والبريد من أجل التسوق) مما يجعلها أكثر أهمية من أي وقت مضى لضمان الوثيقة الصحيحة متزوجة أو مرتبطة بالترتيب الصحيح أو الشحن في كل مرة. البرامج التي تنتج المستندات هي: ERP وWMS و TMS والبرامج الوسيطة القديمة ومعظم الحزم المحاسبية.
بحث عدد من المشاريع البحثية في توحيد وتوثيق المستندات في صناعة الشحن على نطاق أوسع. 

## في الخدمات القانونية
يمكن استخدام تقنية الأتمتة في إنتاج المستندات القانونية، مثل عقود العمل ووثائق التخطيط العقاري، ويحتمل أن يكون ذلك باستخدام واجهة عبر الإنترنت أو شجرة القرارات. غالبًا ما تستخدم أنظمة تجميع المستندات في الشركات القانونية الكبرى لتنظيم العمل، على سبيل المثال من خلال إنشاء أوراق مصطلحات معقدة وأول مشاريع اتفاقيات الائتمان. 
مع تحرير سوق الخدمات القانونية في المملكة المتحدة بقيادة قانون الخدمات القانونية لعام 2007، وسعت المؤسسات الكبيرة خدماتها لتشمل المساعدة القانونية لعملائها. معظم هذه الشركات عنصرًا من عناصر تكنولوجيا أتمتة المستندات لتوفير خدمات المستندات القانونية عبر الويب. وقد تم اعتبار هذا بمثابة دليل على وجود اتجاه نحو علاج السلع، حيث تؤدي تقنيات مثل أتمتة المستندات إلى «تعبئة» الخدمات القانونية ذات الحجم الكبير والهامش المنخفض وتقديمها إلى جمهور كبير من السوق.  

## في التأمين
وثائق التأمين والشهادات، اعتمادًا على النوع، يمكن أن تكون وثائق السياسة أيضًا مئات الصفحات وتتضمن معلومات محددة عن المؤمن له. عادة، في الماضي، تم إنشاء حزم وثائق التأمين هذه من خلال (أ) كتابة خطابات مجانية، ب) إضافة كتيبات مطبوعة مسبقًا ج) قوالب للتحرير و) تخصيص الرسومات بالمعلومات المطلوبة، ثم الفرز يدويًا وإدراج جميع المستندات في حزمة واحدة وإرسالها بالبريد إلى المؤمن عليه. يمكن أن تتضمن المستندات المختلفة المضمّنة في حزمة واحدة الأنواع التالية من المستندات:
- رسالة ترحيب
- عقد
- شهادة
- وثائق السياسة الخاصة بالدولة
- قائمة الأصناف المؤمنة ومبالغ التأمين
- تعديلات
- الدراجين
- بطاقة التعريف
- معلومات الشركة
- مواد تسويقية (منتجات أخرى)

يمكن أن يذهب الكثير من العمل إلى وضع حزمة واحدة معًا. في معظم أنظمة إدارة السياسة للنظام، سينشئ النظام نوعًا من بيان السياسة كنقطة بداية ولكن قد يحتاج الأمر إلى تخصيصه وتعزيزه باستخدام مواد أخرى مطلوبة.